# Asbach (Smalcalda)
Asbach è una frazione (Ortsteil) della città tedesca di Smalcalda.